# なんじゃもんじゃ (作家)
なんじゃもんじゃは、日本のライトノベル作家である。

## 概要
第5回ネット小説大賞で『チートあるけどまったり暮らしたい 領地の発展ながめてたいのに』が金賞を受賞し、2018年5月に書籍化された。第6回ネット小説大賞では『ガベージブレイブ【異世界に召喚され捨てられた勇者の復讐物語】』が受賞を果たし、2018年9月に書籍化された。第2回集英社WEB小説大賞では「皇子に転生して魔法研究者してたらみんながリスペクトしてくるんだが?」で奨励賞を受賞した。

## 書籍化作品
- 『チートあるけどまったり暮らしたい』（イラスト: 鉄人桃子、宝島社）[2]
- 『ガベージブレイブ【異世界に召喚され捨てられた勇者の復讐物語】』（イラスト: 珠梨やすゆき・大熊まい、サーガフォレスト〈一二三書房〉）[5]
- 『異世界転移者のマイペース攻略記』（イラスト:黒獅子、光文社ライトブックス〈光文社〉）[7]
- 『アレクサンダー英雄戦記 最強の土魔術士』（2020年12月2日、イラスト: シソ、一迅社ノベルス〈一迅社〉、ISBN 978-4-7580-9317-0）[8]
- 『相棒はスライム!? 〜最強の相棒を得た僕が最強の魔法を使って成り上がる〜』（イラスト: らむ屋、幻冬舎コミックス）[9]
- 『皇子に転生して魔法研究者してたらみんながリスペクトしてくるんだが?』（イラスト: 卵の黄身、ダッシュエックス文庫〈集英社〉）[10]
- 『最北領の怪物 〜借金地獄から始まる富国強兵〜』（イラスト：長浜めぐみ、マッグガーデン・ノベルズ〈マッグガーデン〉）[11]
- 『隠れ転生勇者 〜チートスキルと勇者ジョブを隠して第二の人生を楽しんでやる！〜』（イラスト：ゆーにっと、MFブックス〈KADOKAWA〉）[12]